# Campionati europei di ciclismo su strada 2012 - Gara in linea maschile Junior
La gara in linea maschile Junior dei Campionati europei di ciclismo su strada 2012 si è svolta l'11 agosto 2012 a Goes, nei Paesi Bassi, per un percorso di 129 km. La gara è stata vinta dall'austriaco Alexander Wachter, che ha terminato la gara in 2h59'22", alla media di 43,152 km/h.
Al traguardo 113 ciclisti completarono la gara.

## Squadre partecipanti
| N.      | Cod. | Squadra         |
| ------- | ---- | --------------- |
| 2-8     | FRA  | Francia         |
| 10-11   | ALB  | Albania         |
| 14-20   | AUT  | Austria         |
| 21-23   | AZE  | Azerbaigian     |
| 24-30   | BEL  | Belgio          |
| 31-37   | BLR  | Bielorussia     |
| 38-40   | CRO  | Croazia         |
| 42-44   | CZE  | Repubblica Ceca |
| 45-50   | DEN  | Danimarca       |
| 52-58   | ESP  | Spagna          |
| 59-65   | EST  | Estonia         |
| 66-72   | GBR  | Regno Unito     |
| 73-79   | GER  | Germania        |
| 80-85   | GRE  | Grecia          |
| 86      | LTU  | Lituania        |
| 87-92   | IRL  | Irlanda         |
| 93-99   | ITA  | Italia          |
| 100-105 | LAT  | Lettonia        |

| N.      | Cod. | Squadra     |
| ------- | ---- | ----------- |
| 107-113 | LUX  | Lussemburgo |
| 114     | MDA  | Moldavia    |
| 115-116 | MON  | Monaco      |
| 117-123 | NLD  | Paesi Bassi |
| 124-130 | NOR  | Norvegia    |
| 132-137 | PRT  | Portogallo  |
| 138-139 | ROU  | Romania     |
| 140-146 | RUS  | Russia      |
| 147-151 | SVN  | Slovenia    |
| 152-153 | LTU  | Lituania    |
| 155-156 | SRB  | Serbia      |
| 160-166 | SUI  | Svizzera    |
| 167-171 | SVK  | Slovacchia  |
| 175-177 | SWE  | Svezia      |
| 179-185 | UKR  | Ukraina     |
| 186-191 | TUR  | Turchia     |
| 193-196 | BUL  | Bulgaria    |
| 197-200 | POL  | Polonia     |

## Ordine d'arrivo (Top 10)
| Pos. | Corridore              | Squadra  | Tempo    |
| ---- | ---------------------- | -------- | -------- |
| 1    | Alexander Wachter      | Austria  | 2h59'22" |
| 2    | Anthony Turgis         | Francia  | a 1"     |
| 3    | Davide Ballerini       | Italia   | s.t.     |
| 4    | Matej Mohorič          | Slovenia | s.t.     |
| 5    | Gašper Katrašnik       | Slovenia | s.t.     |
| 6    | Oliviero Troia         | Italia   | s.t.     |
| 7    | Marcus Fåglum-Karlsson | Svezia   | s.t.     |
| 8    | Dmitrij Strachov       | Russia   | s.t.     |
| 9    | Silvio Herklotz        | Germania | s.t.     |
| 10   | Amund Jansen           | Norvegia | s.t.     |